# Władysław Brzozowski (koszykarz)
Władysław Brzozowski (ur. 1947, zm. 1 maja 2006) – koszykarz Lublinianki, reprezentant Polski z przełomu lat sześćdziesiątych i siedemdziesiątych.

## Życiorys
Będąc juniorem Władysław Brzozowski grał jednocześnie w piłkę nożną i koszykówkę, ale sukcesy odnoszone przez zespół koszykarzy Lublinianki, zdecydowały, iż dalszą karierę poświęcił tej właśnie dyscyplinie.
Z drużyną Lublinianki w 1965 roku zdobywał mistrzostwo Polski juniorów i mistrzostwo kraju seniorów Wojska Polskiego. Rok później z kolegami z zespołu (m.in. Andrzejem Kasprzakiem i Waldemarem Kozakiem) awansował do ekstraklasy i z powodzeniem w niej występował przez kilka sezonów. Był wielokrotnym reprezentantem Polski od kategorii juniorów, przez młodzieżową, po seniorską prowadzoną przez Witolda Zagórskiego. Występował głównie na pozycji skrzydłowego, a obok dobrej gry obronnej słynął ze znakomitego rzutu z dystansu.